# Laterallus leucopyrrhus
Il rallo biancorosso o schiribilla bianca e rossa (Laterallus leucopyrrhus Vieillot, 1819) è un uccello della famiglia dei Rallidi originario delle regioni sud-orientali del Sudamerica.

## Descrizione
Il rallo biancorosso misura 14,6-16,5 cm di lunghezza e ricorda molto nell'aspetto il rallo fianchirossicci (L. melanophaius). La sommità del capo è castana, ma su dorso e ali la colorazione diviene marrone-oliva rossastro; coda, groppa e parte interna delle remiganti sono più scure e meno luminose, quasi color seppia; le primarie sono di un marrone-cenerino uniforme; i lati di testa, collo e petto sono rossicci, ma la zona che va dalla gola all'addome è bianca; i fianchi sono fittamente marcati da barre bianche e nere; il sottocoda è nero all'interno e bianco all'esterno; il sottoala è bianco. Il becco è verdastro e le zampe rosso vermiglione. I sessi sono simili.

## Distribuzione e habitat
Il rallo biancorosso vive nelle paludi di acqua dolce delle regioni tropicali di Brasile sud-orientale (Rio de Janeiro, San Paolo orientale e Rio Grande do Sul), Paraguay, Uruguay e Argentina nord-orientale (Santa Fe, Entre Ríos e Buenos Aires).

## Biologia
Il rallo rossobianco trascorre la maggior parte del tempo tra la fitta vegetazione palustre ed è una specie stanziale. Sebbene questa specie sia molto nota agli abitanti della regione in cui abita, molti aspetti della sua ecologia e del suo comportamento sono ancora poco conosciuti. Il suo richiamo è molto simile a quello emesso del rallo fianchirossicci, anch'esso presente nelle stesse zone. Si nutre di invertebrati, come lumache acquatiche e insetti (Coleotteri acquatici, effimere, zanzare e loro larve), e piante acquatiche.